# イン・ザ・スープ
『イン・ザ・スープ』（In the Soup）は、アメリカの1992年のインディペンデント映画。性格俳優で名バイプレーヤーのスティーヴ・ブシェミ主演によるコメディ作品である。『フラッシュダンス』のジェニファー・ビールスの夫アレクサンダー・ロックウェルが監督で、ビールスも出演。サンダンス映画祭で好評を博した。

## あらすじ
映画作りを夢見る青年アルドルフォが、やくざな男ジョーと知り合う。ジョーは彼を気に入り映画作りを手伝う。また隣には、気の弱い夫グレゴワールと暴力的な妻アンジェリカが住んでおり、アルドルフォはアンジェリカをヒロインにいつか映画を撮ることを夢見ている。そして…。

## 出演
- アルドルフォ・ロロ - スティーヴ・ブシェミ
- アンジェリカ・ペーニャ - ジェニファー・ビールス
- ジョー - シーモア・カッセル
- スキッピー - ウィル・パットン
- ダング - パット・モーヤ
- ルイス・バファルディ - スティーヴン・ランダッゾ
- フランク・バファルディ - フランチェスコ・メッシーナ
- モンティ - ジム・ジャームッシュ
- バーバラ - キャロル・ケイン
- グレゴワール - スタンリー・トゥッチ
- ジャッキー - エリザベス・ブラッコ
- スージー - デビ・メイザー
- パウリ - サム・ロックウェル

## 受賞
- サンダンス映画祭グランプリ

## スタッフ
- 製作総指揮：鈴木隆一
- 製作：ジム・スターク、ハンク・ブルーメンタール、船原長生
- 監督：アレクサンダー・ロックウェル